# DSiWare
DSiWare (verfügbar ehemalig über den Nintendo DSi Shop und den Nintendo eShop) bezeichnet Softwaretitel der Firma Nintendo, für den Nintendo DSi. Benutzer konnten für Echtgeld erworbene Nintendo Points nutzen, um die Software auf ihr DSi-System herunterzuladen. Im eShop wurde die Zahlung direkt über die jeweilige Landeswährung abgewickelt. Zwar ein sehr großer Anteil, jedoch nicht alle Titel des Nintendo DSi Shops waren bis März 2023 im eShop für 3DS verfügbar.
DSiWare wurde in Europa zuerst am 3. April 2009 angeboten. Die Spiele kosten 200, 500, 800 oder mehr Nintendo Points, bei einer UVP von 1 € je 100 Punkte. Manche Softwaretitel waren sogar kostenlos.
Eine Übertragung der Spiele auf ein anderes DSi-System ist nicht möglich, jedoch ist ein Transfer auf ein System der Nintendo 3DS-Familie möglich. Durch die Übertragung der DSiWare werden die Rechte an dem Abspielen des jeweiligen Spiels an das Empfänger-Gerät und die damit verbundene Nintendo-Network-ID übertragen. Das Spiel wird samt Spieldaten von der SD-Karte des Senders gelöscht und kann ohne Neukauf nicht mehr auf diese heruntergeladen werden.
Am 31. März 2016 gab Nintendo bekannt, den Nintendo DSi Shop im Jahr 2017, nach acht Jahren, zu schließen. Die Möglichkeit DSi Points einzulösen war bis zum 30. September 2016 gegeben. Sämtliche uneingelösten Punkte sind am 31. März 2017 verfallen. Die Möglichkeit des erneuten Herunterladen von Nintendo DSiWare wurde am 5. Januar 2021 eingestellt.

## Spiele (Auswahl)
| Titel                             | Publisher  | Veröffentlichung | Preis               |
| --------------------------------- | ---------- | ---------------- | ------------------- |
| WarioWare! Snapped                | Nintendo   | 3. April 2009    | 500 Nintendo Points |
| Nintendo DSi Browser              | Nintendo   | 3. April 2009    | Kostenlos           |
| Flipnote Studio                   | Nintendo   | 3. April 2009    | Kostenlos           |
| Mixed Messages                    | Activision | 17. April 2009   | 500 Nintendo Points |
| Real Football 2009                | Gameloft   | 24. April 2009   | 800 Nintendo Points |
| Dr. Mario für zwischendurch       | Nintendo   | 1. Mai 2009      | 500 Nintendo Points |
| Pop Superstar – Dein Weg zum Ruhm | Gameloft   | 22. Mai 2009     | 800 Nintendo Points |